# Неверсінк (Нью-Йорк)
Неверсінк (англ. Neversink) — місто (англ. town) в США, в окрузі Салліван штату Нью-Йорк. Населення — 3366 осіб (2020).

## Демографія
Згідно з переписом 2010 року, у місті мешкало 3557 осіб у 1464 домогосподарствах у складі 990 родин. Було 2045 помешкань
Расовий склад населення:
| - 95,6 % — білих - 1,5 % — чорних або афроамериканців - 0,6 % — азіатів - 0,3 % — корінних американців |

До двох чи більше рас належало 1,4 %. Частка іспаномовних становила 3,6 % від усіх жителів.
За віковим діапазоном населення розподілялося таким чином: 22,3 % — особи молодші 18 років, 61,3 % — особи у віці 18—64 років, 16,4 % — особи у віці 65 років та старші. Медіана віку мешканця становила 44,8 року. На 100 осіб жіночої статі у місті припадало 96,5 чоловіків;  на 100 жінок у віці від 18 років та старших — 94,7 чоловіків також старших 18 років.
Середній дохід на одне домашнє господарство  становив 86 955 доларів США (медіана — 73 176), а середній дохід на одну сім'ю — 99 790 доларів (медіана — 79 639). Медіана доходів становила 54 167 доларів для чоловіків та 51 667 доларів для жінок. За межею бідності перебувало 7,6 % осіб, у тому числі 7,8 % дітей у віці до 18 років та 4,2 % осіб у віці 65 років та старших.
Цивільне працевлаштоване населення становило 1594 особи. Основні галузі зайнятості: освіта, охорона здоров'я та соціальна допомога — 31,5 %, публічна адміністрація — 16,1 %, будівництво — 15,7 %.